# Andapa
Andapa este un oraș în nordul Madagascarului. Aparține de districtul Andapa, care face parte din Regiunea Sava. Conform recensământului din 2001 populația era de 27.618 locuitori.
Andapa este deservită de un aeroport local. Este, de asemenea, un sit de minerit la scară industrială. Populația în majoritate de 88% este formată din fermieri, în timp ce alți 0,5% își câștigă mijloacele de subzistență din creșterea animalelor. Cea mai importantă cultură este orezul, în timp ce alte produse importante sunt fasolea, roșiile și vanilia. Industria și serviciile asigură locuri de muncă pentru 1,5% și, respectiv, 10% din populație.

## Geografie
Capitala Regiunii Sava, Sambava se află la o distanță de 108 km.
Este situat la Râul Lokoho.

## Natura
- Parcul Național Marojejy
- Biroul administrativ al Rezervației Anjanaharibe-Sud este situat în Andapa. Rezervația se află la 25 km de acest oraș.